# Damiris Dantas do Amaral
Pour les articles homonymes, voir Dantas.
Damiris Dantas do Amaral, née le 17 novembre 1992 à São Paulo, dans l'État de São Paulo au Brésil, est une joueuse brésilienne de basket-ball. Elle évolue au poste de pivot.

## Biographie
Pour sa première saison WNBA, elle débute 23 rencontres en raison de l'absence de Rebekkah Brunson avant que son temps de jeu décline avec le retour de l'ex-All-Star pour 6,0 points et 5,1 rebonds de moyenne. Elle dispute ensuite le championnat du monde pour 3,5 points et 3,2 rebonds en équipe nationale.
En octobre 2014, elle renouvelle son contrat avec Unimed/Americana, avec lequel a obtenu au printemps précédent le titre national.
Le 27 juillet 2015, quelques jours après le All-Star Game, le Lynx, le Sky et le Dream concluent un transfert complexe qui l'envoie en Géorgie. Dans le Minnesota, ses statistiques moyennes sont de 5,9 points, 4,5 rebonds et 1,2 passe décisive. Son nouvel entraîneur Michael Cooper se félicite de la compter dans ses rangs « Damiris Dantas est une jeune joueuse émergente qui a su gagner sa place dans la ligue. Elle une présence au poste à notre jeu intérieur avec des capacités à s'éloigner du cercle et au tir en suspension. Elle apporte de la jeunesses à notre formation, ce dont nous avions besoin. » . Elle avait retrouvé un rôle de remplaçante de Rebekkah Brunson pour sa seconde saison. Malgré un temps de jeu passé de 21,8 à 16,7 minutes, sa moyenne de points ne recule que peu avec une adresse en nette hausse (5,6 points à 58,1 % au lieu de 6,0 points à 51,1 %). Le 9 août, elle inscrit 18 points, sa meilleure performance sous le maillot du Dream, mais l'équipe est vaincue par le Shock de Tulsa.
Elle renonce à disputer la saison WNBA 2016 pour privilégier la participation aux Jeux olympiques de 2016 dans son pays avant de faire son retour dans la ligue nord-américaine l'année suivante avec le Dream. Elle est championne du Brésil en 2016 et 2017 Corinthians (20,7 points et 7,8 rebonds en 2017).
Après une saison WNBA 2017 (7,7 points et 3,6 rebonds en 34 rencontres) et une autre saison réussie en Corée du Sud avec KB Stars (20,1 points et 10,4 rebonds), elle prolonge pour 2018 avec le Dream.
En juin 2021, le club français de Villeneuve-d'Ascq annonce sa signature pour la saison LFB 2021-2022, mais elle se blesse au pied en septembre 2021 en WNBA, ce qui compromet son début de saison en France.

## Palmarès
- Championne des Amériques 2011
- Championne d'Amérique du sud 2013[13]
- Championne du Brésil 2014[4], 2016[9] et 2017[9]

## Distinctions personnelles
- MVP du Championnat du monde de basket-ball féminin des moins de 19 ans 2011 [14]
- MVP du Championnat des Amériques de basket-ball féminin 2013 avec 18 points et 11 rebonds en finale[13].